# 961
Cette page concerne l'année 961  du calendrier julien.
L'année 961 est une année commune qui commence un mardi.

## Événements

### Asie
- Janvier-février : Alptegîn devient gouverneur du Khorassan pour le compte des Samanides[1].

- Début du règne de Mansur Ier, émir samanide de Boukhara (fin en 976). À la mort de l'émir Abdul Malik Ier à la fin de l'année, s'ouvre une crise de succession dans l'État samanide. Le chef de la garde turque, Alptegîn, ayant échoué à imposer son candidat, fait sécession et crée un pouvoir autonome à Ghazni[1].
- Le roi d'Arménie Achod III installe sa capitale à Ani[2].
- Fondation du clan Minamoto au Japon[3].

### Europe
- 7 mars : Candie (actuellement Héraklion), capitale de la Crète et centre de piraterie sarrasine, est reconquise par la flotte  byzantine conduite par Nicéphore Phocas après 136 ans d'occupation musulmane. La Crète reste byzantine jusqu'en 1204[4].
- 7 avril, Pâques : Otton de Bourgogne se rend à Laon passer les fêtes de Pâques auprès du roi Lothaire, avec plusieurs seigneurs de France et de Bourgogne. Un plaid royal se tient à Soissons que le duc Richard de Normandie tente en vain d'empêcher[5]. Thibaud de Blois, Geoffroy d'Anjou et Baudouin de Flandre se rapprochent du roi. Richard de Normandie est battu ; poursuivi jusque sur les bords de l'Eaulne, près de Dieppe, il doit se réfugier à Rouen. Évreux est prise par l'armée du roi conduite par Thibaud de Blois[6].
- 26 mai : Otton II est couronné roi de Lorraine à Aix-la-Chapelle[7].
- Août : Otton Ier franchit le col du Brenner avec une nombreuse armée, accompagné de la reine Adélaïde et de plusieurs évêques[8].
- 15 octobre : Début du règne d'al-Hakam II, fils d'Abd al-Rahman III, Calife de Cordoue (fin en 976)[9].
- Novembre[10] : Otton Ier est couronné de nouveau roi d'Italie à Milan. Le roi Bérenger II perd son trône et meurt en prison en 964. Le pape Jean XII, qui cherche à se libérer des seigneurs romains, appelle Otton qui entre dans Rome en 962.

- Håkon Ier le Bon, premier roi de Norvège à avoir été baptisé (mais redevenu païen par la suite) est vaincu et tué à Fitjar par les partisans d’Erik Bloodaxe (Éric à la hache sanglante). Son neveu Haraldr Gráfeldr (au manteau gris) lui succède (fin en 970). Harald Blaatand (ou Harald à la dent bleue) de Danemark règne quelque temps sur le sud de la Norvège[11].

- Otton Ier envoie l’évêque Adalbert de Magdebourg en mission à Kiev[12] ; elle échoue face à la réaction païenne menée par l’aristocratie varègue groupée autour du prince Sviatoslav, fils d’Olga Prekrasa.
- Construction entre 961 et 962 de la Grande Laure au mont Athos par le moine byzantin Athanase, à l'origine de la République monastique du Mont Athos[13].
- Richard Ier de Normandie fait appel à Maynard, disciple de Gérard de Brogne, pour réformer les abbayes Saint-Wandrille et Saint-Ouen de Rouen (961-963)[14].
- Rédaction en Andalousie du Calendrier de Cordoue (Kitab al-Anwa'), écrit en latin et en arabe par Recemund et dédié au calife Al-Hakam II ; il s'agit d'un calendrier profane qui donne des indications « astronomiques » sur les saisons, les signes du zodiaque, les durées du jour et de la nuit et autres indications sur la lune et le soleil, les cultures pratiquées et les aliments consommés tout au long de l'année[15].